# Cratere Hoenir
Hoenir è un cratere sulla superficie di Callisto.